# Albo d'oro della Coppa d'Albania

## Albo d'oro
Elenco dei vincitori delle 68 finali di Coppa d'Albania disputate dal 1939 ad oggi.
| Anno                 | Vincitore         | Date                    | Luogo           | Partita                                                     | Risultato           |
| -------------------- | ----------------- | ----------------------- | --------------- | ----------------------------------------------------------- | ------------------- |
| 1938-1939            | SK Tirana         | Mini campionato         | -               | -                                                           | -                   |
| 1948                 | Partizani Tirana  | maggio                  | ?               | Partizani Tirana - 17 Nëntori Tirana                        | 5-2                 |
| 1949                 | Partizani Tirana  | maggio                  | ?               | Partizani Tirana - 17 Nëntori Tirana                        | 1-0                 |
| 1950                 | Dinamo Tirana     | maggio                  | ?               | Dinamo Tirana - Partizani Tirana                            | 2-1                 |
| 1951                 | Dinamo Tirana     | maggio                  | ?               | Dinamo Tirana - Partizani Tirana                            | 3-2                 |
| 1952                 | Dinamo Tirana     | maggio                  | ?               | Dinamo Tirana - Puna Tirana                                 | 4-1                 |
| 1953                 | Dinamo Tirana     | maggio                  | ?               | Dinamo Tirana - Partizani Tirana                            | 2-0                 |
| 1954                 | Dinamo Tirana     | maggio                  | Tirana          | Dinamo Tirana - Partizani Tirana                            | 2-1                 |
| 1957                 | Partizani Tirana  | maggio                  | Tirana          | Partizani Tirana - Puna Durazzo                             | 2-0                 |
| 1958                 | Partizani Tirana  | maggio                  | Tirana          | Partizani Tirana - Skënderbeu                               | 4-0                 |
| 1960                 | Dinamo Tirana     | maggio                  | Valona Tirana   | Flamurtari Valona - Dinamo Tirana - Flamurtari Valona       | 0-2 2-0             |
| 1961                 | Partizani Tirana  | ?                       | Kavajë Tirana   | Besa Kavajë - Partizani Tirana - Besa Kavajë                | 0-1 1-1             |
| 1962-1963            | 17 Nëntori Tirana | ?                       | Tirana Kavajë   | 17 Nëntori Tirana - Besa Kavajë - 17 Nëntori Tirana         | 2-3 1-0 (2-5 dtr)   |
| 1963-1964            | Partizani Tirana  | maggio                  | Tirana          | Partizani Tirana - Tomori                                   | 3-0                 |
| 1964-1965            | Vllaznia          | maggio                  | Tirana          | Vllaznia - Skënderbeu                                       | 1-0                 |
| 1965-1966            | Partizani Tirana  | maggio                  | Scutari Tirana  | Vllaznia - Partizani Tirana - Vllaznia                      | 1-2 4-3             |
| 1967-1968            | Partizani Tirana  | maggio                  | Tirana          | Partizani Tirana - Vllaznia                                 | 4-1                 |
| 1969-1970            | Partizani Tirana  | maggio                  | Tirana Scutari  | Partizani Tirana - Vllaznia - Partizani Tirana              | 4-0 1-0             |
| 1970-1971            | Dinamo Tirana     | maggio                  | Tirana          | Dinamo Tirana - Besa Kavajë                                 | 2-0                 |
| 1971-1972            | Vllaznia          | maggio                  | Kavajë Scutari  | Besa Kavajë - Vllaznia - Besa Kavajë                        | 2-0 2-0 (5-3 dtr)   |
| 1972-1973            | Partizani Tirana  | maggio                  | Tirana          | Partizani Tirana - Dinamo Tirana                            | 1-0                 |
| 1973-1974            | Dinamo Tirana     | maggio                  | Tirana          | Dinamo Tirana - Partizani Tirana                            | 1-0                 |
| 1974-1975            | Labinoti Elbasan  | 9 marzo 16 marzo        | Durazzo Elbasan | Lokomotiva Durazzo - Labinoti Elbasan - Lokomotiva Durazzo  | 0-1 1-0             |
| 1975-1976            | 17 Nëntori Tirana | 14 marzo 21 marzo       | Tirana Coriza   | 17 Nëntori Tirana - Skënderbeu - 17 Nëntori Tirana          | 3-1 0-1             |
| 1976-1977            | 17 Nëntori Tirana | 9 gennaio 16 gennaio    | Tirana          | 17 Nëntori Tirana - Dinamo Tirana - 17 Nëntori Tirana       | 2-1 2-1 (7-8 dtr)   |
| 1977-1978            | Dinamo Tirana     | 9 gennaio 16 gennaio    | Tirana Lushnjë  | Dinamo Tirana - Traktori Lushnja - Dinamo Tirana            | 1-0 0-0             |
| 1978-1979            | Vllaznia          | 11 febbraio 18 febbraio | Tirana Scutari  | Dinamo Tirana - Vllaznia - Dinamo Tirana                    | 1-1 2-1             |
| 1979-1980            | Partizani Tirana  | 20 febbraio 24 febbraio | Elbasan Tirana  | Labinoti Elbasan - Partizani Tirana - Labinoti Elbasan      | 1-1 1-0             |
| 1980-1981            | Vllaznia          | 10 giugno 14 giugno     | Kavajë Scutari  | Besa Kavajë - Vllaznia - Besa Kavajë                        | 2-1 5-1             |
| 1981-1982            | Dinamo Tirana     | 30 maggio 6 giugno      | Tirana          | 17 Nëntori Tirana - Dinamo Tirana - 17 Nëntori Tirana       | 3-2 1-0             |
| 1982-1983            | 17 Nëntori Tirana | 3 febbraio              | Tirana          | 17 Nëntori Tirana - Flamurtari Valona                       | 1-0                 |
| 1983-1984            | 17 Nëntori Tirana | 10 giugno               | Scutari         | 17 Nëntori Tirana - Flamurtari Valona                       | 2-1                 |
| 1984-1985            | Flamurtari Valona | 10 giugno               | Elbasan         | Flamurtari Valona - Partizani Tirana                        | 2-1                 |
| 1985-1986            | 17 Nëntori Tirana | 1º giugno               | Tirana          | 17 Nëntori Tirana - Vllaznia                                | 3-1                 |
| 1986-1987            | Vllaznia          | 7 giugno 14 giugno      | Scutari Valona  | Vllaznia - Flamurtari Valona - Vllaznia                     | 3-0 3-1             |
| 1987-1988            | Flamurtari Vlorë  | 9 giugno                | ?               | Flamurtari Vlorë-Partizan Tirana                            | 1-0                 |
| 1988-1989            | Dinamo Tirana     | 31 maggio 2 giugno      | ?               | Dinamo Tirana-Partizan Tirana Dinamo Tirana-Partizan Tirana | 0-0 (dts) 3-1       |
| 1989-1990            | Dinamo Tirana     | 6 giugno                | ?               | Dinamo Tirana-Flamurtari Vlorë                              | 0-0 4-2 (dcr)       |
| 1990-1991            | Partizan Tirana   | 15 giugno               | ?               | Dinamo Tirana-Flamurtari Vlorë                              | 1-1 4-3 (dcr)       |
| 1991-1992            | SK Elbasani       | 7 giugno                | ?               | SK Elbasani-Besa Kavajë                                     | 2-1                 |
| 1992-1993            | Partizan Tirana   | 19 maggio               | ?               | Partizan Tirana-Albpetrol Patos                             | 1-0                 |
| 1993-1994            | Tirana            | 21 maggio 28 maggio     | ?               | SK Tirana-Teuta Durrës -SK Tirana                           | 0-0 0-1             |
| 1994-1995            | Teuta Durrës      | 31 maggio               | ?               | SK Tirana-Teuta Durrës                                      | 0-0 4-3 (dcr)       |
| 1995-1996            | Tirana            | 15 maggio               | ?               | SK Tirana-Flamurtari Vlorë                                  | 1-1 4-3 (dcr)       |
| 1996-1997            | Partizan Tirana   | 3 maggio                | ?               | Partizan Tirana-Flamurtari Vlorë                            | 2-2 4-3 (dcr)       |
| 1997-1998 (Dettagli) | Apolonia Fier     | 6 giugno                | Tirana          | Apolonia Fier-KS Lushnja                                    | 1-0                 |
| 1998-1999 (Dettagli) | Tirana            | 22 maggio               | Tirana          | SK Tirana-Vllaznia Shkodër                                  | 0-0 3-0 (dcr)       |
| 1999-2000 (Dettagli) | Teuta Durrës      | 6 maggio                | Tirana          | Teuta Durrës-KS Lushnja                                     | 0-0 5-4 (dcr)       |
| 2000-2001 (Dettagli) | Tirana            | 26 maggio               | Tirana          | SK Tirana-Teuta Durrës                                      | 5-0                 |
| 2001-2002 (Dettagli) | Tirana            | 1º giugno               | Tirana          | SK Tirana-Dinamo Tirana                                     | 1-0                 |
| 2002-2003 (Dettagli) | Dinamo Tirana     | 31 maggio               | Tirana          | Dinamo Tirana-Teuta Durrës                                  | 1-0                 |
| 2003-2004 (Dettagli) | Partizan Tirana   | 19 maggio               | Tirana          | Partizan Tirana-Dinamo Tirana                               | 1-0                 |
| 2004-2005 (Dettagli) | Teuta Durrës      | 11 maggio               | Elbasan         | Teuta Durrës-Tirana                                         | 0-0 6-5 (dcr)       |
| 2005-2006 (Dettagli) | Tirana            | 10 maggio               | Lushnjë         | SK Tirana-Vllaznia Shkodër                                  | 1-0                 |
| 2006-2007 (Dettagli) | KS Besa Kavajë    | 16 maggio               | Tirana          | Besa Kavajë-KS Teuta Durrës                                 | 3-2                 |
| 2007-2008 (Dettagli) | Vllaznia Shkodër  | 7 maggio                | Elbasan         | Vllaznia Shkodër-Tirana                                     | 2-0                 |
| 2008-2009 (Dettagli) | Flamurtari Vlorë  | 6 maggio                | Durazzo         | KF Tirana-Flamurtari Vlorë                                  | 1-2                 |
| 2009-2010 (Dettagli) | KS Besa Kavajë    | 10 maggio               | Tirana          | Besa Kavajë-Vllaznia Shkodër                                | 2-1 (dts)           |
| 2010-2011 (Dettagli) | KF Tirana         | 22 maggio               | Tirana          | KF Tirana-Dinamo Tirana                                     | 1-1 (dts) (4-3 dcr) |
| 2011-2012 (Dettagli) | KF Tirana         | 17 maggio               | Tirana          | KF Tirana-Skënderbeu                                        | 1-0                 |
| 2012-2013 (Dettagli) | KF Laçi           | 17 maggio               | Tirana          | KF Laçi-Bylis Ballshi                                       | 1-0 (dts)           |
| 2013-2014 (Dettagli) | Flamurtari Valona | 18 maggio               | Tirana          | Kukësi-Flamurtari Valona                                    | 0-1                 |
| 2014-2015 (Dettagli) | KF Laçi           | 29 maggio               | Tirana          | Kukësi-KF Laçi                                              | 1-2                 |
| 2015-2016 (Dettagli) | Kukësi            | 22 maggio               | Tirana          | Kukësi-KF Laçi                                              | 1-1 (dts) (5-3 dcr) |
| 2016-2017 (Dettagli) | KF Tirana         | 31 maggio               | Tirana          | Skënderbeu-KF Tirana                                        | 1-3 (dts)           |
| 2017-2018 (Dettagli) | Skënderbeu        | 27 maggio               | Elbasan         | Skënderbeu-KF Laçi                                          | 1-0                 |
| 2018-2019 (Dettagli) | Kukësi            | 2 giugno                | Elbasan         | Kukësi-KF Tirana                                            | 2-1                 |
| 2019-2020 (Dettagli) | Teuta Durrës      | 2 agosto                | Tirana          | Teuta-KF Tirana                                             | 2-0                 |
| 2020-2021 (Dettagli) | Vllaznia Shkodër  | 31 maggio               | Tirana          | Vllaznia Shkodër-Skënderbeu                                 | 1-0                 |
| 2021-2022 (Dettagli) | Vllaznia Shkodër  | 31 maggio               | Tirana          | Vllaznia Shkodër-Laçi                                       | 2-1 (dts)           |
| 2022-2023 (Dettagli) | KF Egnatia        | 1 giugno                | Tirana          | Tirana - Egnatia                                            | 2-1 (dts)           |
| 2023-2024 (Dettagli) | KF Egnatia        | 14 maggio               | Tirana          | Kukësi - Egnatia                                            | 1-0                 |
| 2024-2025 (Dettagli) | Dinamo Tirana     | 1 maggio                | Tirana          | Dinamo Tirana - Egnatia                                     | 2-2 (5-4 dtr)       |

## Vittorie per club
| Club              | Vittorie |
| ----------------- | -------- |
| Tirana            | 16       |
| Partizani Tirana  | 15       |
| Dinamo Tirana     | 14       |
| Vllaznia          | 8        |
| Flamurtari Valona | 4        |
| Teuta             | 4        |
| Elbasani          | 2        |
| Besa Kavajë       | 2        |
| Laçi              | 2        |
| Kukësi            | 2        |
| Egnatia           | 2        |
| Apolonia Fier     | 1        |
| Skënderbeu        | 1        |